# Pleurothallis dukei
Pleurothallis dukei är en orkidéart som beskrevs av Carlyle August Luer. Pleurothallis dukei ingår i släktet Pleurothallis och familjen orkidéer.
Artens utbredningsområde är Panamá. Inga underarter finns listade i Catalogue of Life.